# Helius brevisector
Helius brevisector är en tvåvingeart som beskrevs av Alexander 1956. Helius brevisector ingår i släktet Helius och familjen småharkrankar. Inga underarter finns listade i Catalogue of Life.